# Kulin (ban)

Statul lui în harta cu expansiunea Bosniei medievale

Kulin (n. 1163, Bosnia, Bosnia și Herțegovina – d. 1204, Bosnia și Herțegovina, Imperiul Otoman) a fost un ban al Bosniei în perioada 1180-1204, mai întâi ca vasal al Imperiului Bizantin și apoi al Regatului Ungariei, cu toate că statul său a fost de facto independent. El a fost unul dintre cei mai proeminenți și notabili conducători istorici ai Bosniei și a avut un mare efect asupra dezvoltării istoriei timpurii a Bosniei și Herțegovinei. Una dintre cele mai remarcabile realizări diplomatice ale sale este considerată pe larg semnarea Cartei banului Kulin, care a încurajat comerțul și a stabilit relații pașnice între Dubrovnik și Bosnia. Fiul său, Stjepan Kulinić, i-a succedat ca ban al Bosniei. Kulin a fondat Casa de Kulinić.